# ВЕС Нордзе
ВЕС Нордзе або Егмонд ан Зе (нід. NoordzeeWind або Egmond aan Zee) – нідерландська офшорна вітрова електростанція, введена в експлуатацію у 2007 році.
Місце для розміщення ВЕС обрали у Північному морі в 10 км від узбережжя провінції Північна Голландія, неподалік порту Еймьойден . Фундаменти споруджував плавучий кран Svanen. Перш за все у морське дно на глибину 30 метрів забивали монопалю довжиною 45 метрів, діаметром 4,6 метра та вагою 230 тонн. До неї додавали призначений для кріплення башт вітроагрегатів перехідний елемент вагою 147 тонн та довжиною 27 метрів (частина довжиною 7 метрів входила у полу монопалю, забезпечуючи з’єднання двох елементів фундаменту).
Транспортування вітрових агрегатів із данського порту Есб'єрг до нідерландського Ijmuiden провадило судно Sea Power. Тут вони завантажувались на однотипне Sea Energy, яке безпосередньо здійснювало їх монтаж.
ВЕС не має своєї офшорної трансформаторної підстанції, а видача продукції відбувається по трьох кабелях довжиною по 15,5 км, які працюють під напругою 34 кВ. Їх прокладання здійснило судно Team Oman. При цьому проходження прибережної зони виконали за допомогою технології спрямованого горизонтального буріння.
Вітроелектростанція складається із розміщених на площі 27 км2 тридцяти шести вітрових турбін Vestas типу V90-3.0 з одиничною потужністю 3 МВт та діаметром ротору 90 метрів. Вони встановлені на баштах висотою 70 метрів в районі з глибинами моря біля 18 метрів. 
Проект, спільно реалізований компаніями Vattenfall та Shell, обійшовся у 200 млн євро.